# SMS Prinzregent Luitpold
SMS Prinzregent Luitpold era la quinta ed ultima nave da battaglia della classe Kaiser della Kaiserliche Marine. Lo scafo della Prinzregent Luitpold fu impostato nell'ottobre del 1910 presso i cantieri navali Germaniawerft di Kiel, varata nel 17 febbraio 1912 , entrò in servizio il 19 agosto 1913. La nave era dotata di dieci cannoni da 305 mm (12,0 pollici) in cinque torrette binate, ed poteva sviluppare una velocità massima di 21,7 nodi (40.2 km/h).
Prinzregent Luitpold fu assegnata al III. Geschwader (IIIª squadra da battaglia) della Hochseeflotte per la maggior parte del suo servizio; nel dicembre 1916, fu trasferita al VI. Geschwader. Insieme alle sue quattro navi gemelle, la SMS Kaiser, SMS Friedrich der Grosse, SMS Kaiserin, e la SMS König Albert, la Prinzregent Luitpold prese parte alle più importanti azioni della flotta tedesca, compresa la Battaglia dello Jutland il 31 maggio – 1º giugno 1916. Partecipò anche all'Operazione Albion nel Mar Baltico nel settembre-ottobre 1917.
Dopo la resa della Germania e la sigla dell'armistizio nel novembre 1918, La Prinzregent Luitpold fu condotta insieme alla maggior parte della Hochseeflotte presso la base della marina britannica di Scapa Flow. Le navi vennero disarmate e dotate del minimo degli uomini necessari al governo mentre gli Alleati discutevano le clausole del trattato di Versailles. Il 21 giugno 1919, giorni prima della firma del trattato, il comandante della flotta tedesca internata, il contrammiraglio Ludwig von Reuter, ordinò alle sue navi di autoaffondarsi per evitare che cadessero in mani britanniche. La Prinzregent Luitpold fu recuperata nel luglio 1931 e demolita per recuperarne i metalli nel 1933.

## Costruzione e caratteristiche

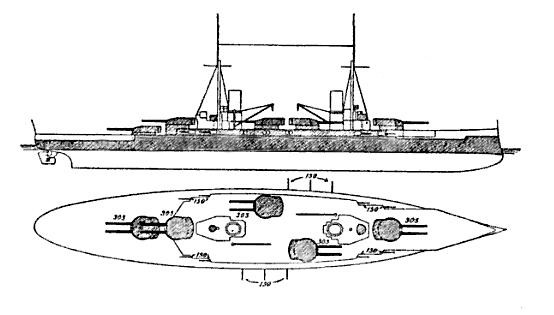
Schema della protezione della nave, in scuro le aree protette da corazza.

La Prinzregent Luitpold aveva una lunghezza fuori tutto di 172,4 m ed un baglio massimo di 29 m. Dislocava 27.000 t con un'altezza di 29 m ed un pescaggio a prua di 9,1 m e di 8,8 m a poppa. L'equipaggio era formato da 41 ufficiali e da 1,043 marinai. La propulsione era assicurata da due gruppi turboriduttori Parsons, formati da due turbine a vapore ciascuno collegate da ingranaggi, alimentati da 14 caldaie a carbone. Solo per questa nave della classe era stata prevista l'installazione di un motore diesel che avrebbe dovuto azionare l'elica sull'asse centrale, ma il motore sperimentale non fu pronto prima del varo della nave. Per tale mancanza la Prinzregent Luitpold era leggermente più lenta delle sue pari classe che erano dotate di una terza turbina che azionava l'asse centrale. La potenza installata permetteva una velocità massima di 21,7 nodi. La capacità di carico del carbone era di 3.600 t che garantiva un'autonomia massima di 7.900 miglia alla velocità di crociera di 12 nodi.
La Prinzregent Luitpold era dotata di una batteria principale di dieci cannoni 30,5 cm SK L/50 in cinque torrette binate. La disposizione delle torrette abbandonava il precedente schema esagonale delle navi da battaglia tedesche, infatti tre delle cinque torrette erano montate sulla linea di mezzeria della nave, una a prua e due a poppa montate su due livelli. le altre due erano poste en echelon a centronave, in modo che potessero sparare su entrambe le bordate. Le batterie secondarie erano costituite da quattordici cannoni 15 cm SK L/45 da 150 mm di calibro, posti in casamatta ed otto 8,8 cm SK L/45 da 8,8 mm sempre in casamatta e quattro cannoni antiaerei 8,8 cm L/45. L'armamento della nave era completato da cinque tubi lanciasiluri da 500 mm montati sotto la linea di galleggiamento; uno a prua e gli altri quattro su i due bordi.

## Servizio
Ordinata sotto il nome di Ersatz Odin a sostituzione della obsoleta corazzata costiera SMS Odin, La Prinzregent Luitpold fu impostata presso i cantieri Howaldtswerke di Kiel nell'ottobre 1910. Fu varata il 17 febbraio 1912 quando ricevette il battesimo da parte della principessa Teresa di Baviera; Ludovico III, l'ultimo re di Baviera e figlio del principe reggente Luitpold, tenne il discorso inaugurale. Dopo il completamento dei lavori di allestimento della nave, entrò in servizio nella flotta tedesca il 19 agosto 1913. La Prinzregent Luitpold era dotata delle attrezzature per ospitare il comando di squadra, e divenne l'ammiraglia del III. Geschwader.
Appena in servizio, la Prinzregent Luitpold prese parte alle manovre di flotta annuali d'autunno, che segivano la crociera verso le acque norvegesi. Le manovre durarono dal 31 agosto fino al 9 settembre. Esercitazioni a livello di squadra e di nave singola vennero condotte in ottobre e novembre. All'inizio del 1914, la Prinzregent Luitpold partecipò ad ulteriori esercitazioni, analoghe alle precedenti. Le manovre di flotta di primavera furono condotte nel Mare del Nord alla fine di marzo. Ulteriori esercitazioni di flotta, in aprile e maggio, seguirono nel Mare del Nord e nel Baltico. Prese parte alla settimana di regate Kieler Woche (Settimana di Kiel) nonostante la crescente tensione internazionale seguita all'assassinio dell'arciduca Francesco Ferdinando il 28 giugno, la Hochseeflotte iniziò la sua annuale crociera estiva il 13 luglio. Nella precedente crociera estiva della flotta imperiale tedesca, le esercitazioni furono condotte al largo di Skagen prima di proseguire verso i fiordi norvegesi il 25 luglio. Questa volta la flotta iniziò a tornare verso i porti tedeschi in seguito all'ultimatum alla Serbia. Il 27 la flotta si riunì al largo del Capo di Skudenes prima di rientrare in porto, dove rimase in stato di allerta. La guerra fra l'Impero Austroungarico e la Serbia fu dichiarata il giorno seguente, e, nell'arco di una settimana, le maggiori potenze europee si lanciarono nel conflitto.
La Prinzregent Luitpold partecipò alla prima sortita della flotta tedesca del 2–3 novembre 1914. Non furono incontrate unità britanniche così la sortita non ebbe esito. Una successiva operazione fu condotta il 15–16 dicembre. Questa operazione inaugurò la strategia dell'ammiraglio Friedrich von Ingenohl, il comandante della Hochseeflotte. La strategia adottata prevedeva l'utilizzo degli incrociatori da battaglia del I. Aufklärungsgruppe (I gruppo da ricognizione) agli ordini del contrammiraglio Franz von Hipper per bombardare le coste inglesi in modo da attirare parti della Grand Fleet per attaccarle con l'intera flotta tedesca. La mattina del 15 dicembre la flotta salpò per condurre la prima di tali missioni. La sera del 15 dicembre, una flotta consistente in 12 navi da battaglia — compresa la Prinzregent Luitpold e le sue quattro pari classe ed otto pre-dreadnought tedesche — si avvicinò fino a sole 10 miglia da una squadra isolata di sei navi da battaglia britanniche. Tuttavia, i combattimenti nel buio fra i cacciatorpediniere di scorta convinsero von Ingenohl di avere di fronte l'intera Grand Fleet. Per ordine diretto del Kaiser Guglielmo II non si doveva rischiare la flotta senza la sicurezza di un successo, quindi, von Ingenohl preferì disimpegnarsi e si ritirò verso i porti tedeschi.
La Prinzregent Luitpold fu condotta nel Baltico per delle esercitazioni di squadra dal 23 al 29 gennaio 1916. Durante queste esercitazioni il comando di squadra passò alla più recente SMS König. Il viceammiraglio Reinhard Scheer, il comandante del III. Geschwader, ammainò la sua insegna il 24 gennaio e si trasferì sulla König. In seguito alla perdita della SMS Blücher nella battaglia di Dogger Bank nel gennaio 1915, il Kaiser rimosse l'ammiraglio von Ingenohl il 2 febbraio. L'ammiraglio Hugo von Pohl lo sostituì al comando della flotta. Pohl mantenne la condotta tattica precedente costituita da sortite nel Mare del Nord, nel tentativo di sorprendere porzioni isolate della Grand Fleet. Il 24 aprile, la Prinzregent Luitpold si arenò all'interno del canale Kaiser Wilhelm, ma fu disincagliata senza danni. Nella restante parte del 1915 furono effettuate una serie di sortite in forze della flotta tedesca nel Mare del Nord. La Prinzregent Luitpold fu in linea nelle sortite del 17–18 maggio, 29–30 maggio, 10 agosto, 11–12 settembre, ed il 23–24 ottobre. Il III Geschwader concluse l'anno che un'esercitazione il 5–20 dicembre nel Baltico.
Il comando di Pohl fu di breve durata; nel gennaio 1916 un tumore al fegato lo indebolì a tal punto da non poter assolvere ai propri compiti. Lo stesso mese fu sostituito da viceammiraglio Reinhard Scheer. Scheer propose una condotta più aggressiva per cercare il confronto con la Grand Fleet; ricevette l'approvazione del Kaiser in febbraio. La prima operazione condotta da Scheer fu la sortita del 5–7 marzo, al largo delle coste olandesi, senza esiti. La Prinzregent Luitpold partecipò anche alla sortita verso le secche di Amrum il 2–3 aprile. Un'altra azione fu condotta il 21–22 aprile, sempre senza risultati.

### Battaglia dello Jutland

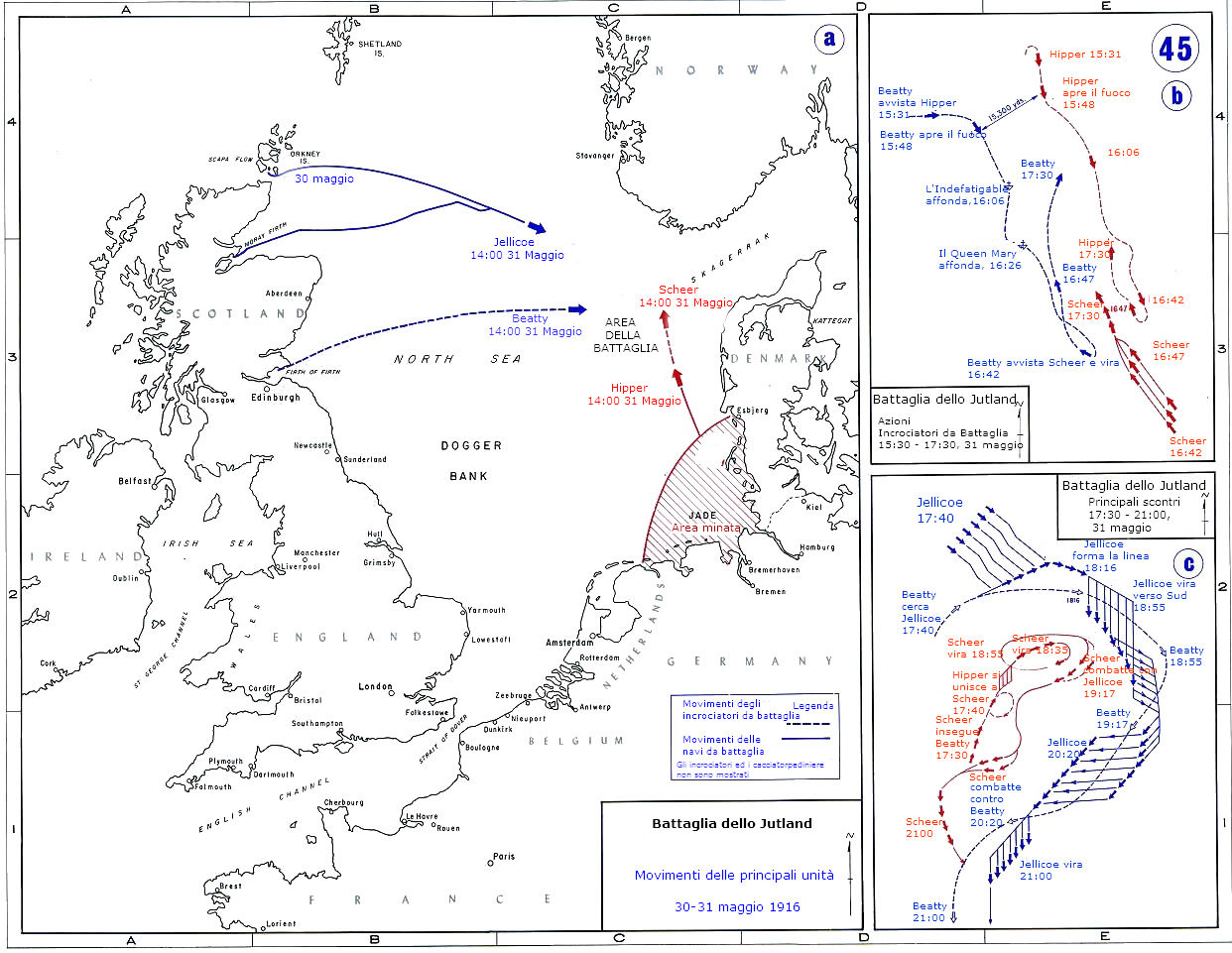
Schema della battaglia dello Jutland

La Prinzregent Luitpold partecipò alle operazioni della flotta tedesca che portarono alla battaglia dello Jutland del 31 maggio e primo giugno 1916. La flotta tedesca ripeteva il tentativo di isolare una parte della Grand Fleet per attaccarla con l'intera sua forza. Durante l'operazione, la Prinzregent Luitpold fu la terza nave della VI Division del III Geschwader e la settima nave nella linea da battaglia tedesca, direttamente a poppavia della SMS Kaiserin e a prua della SMS Friedrich der Grosse. La VI Division era dietro soltanto alla V Division, formata dalle quattro navi della Classe König. Le otto navi della Classe Helgoland- e della Classe Nassau formavano il I Geschwader, che era seguito dal II Geschwader formato dalle sei anziane pre-dreadnought che rimanevano in retroguardia.
Poco prima delle ore 16:00 CET, gli incrociatori da battaglia del I. Aufklärungsgruppe (1º gruppo da ricognizione) incontrarono le navi omologhe del 1st Battlecruiser Squadron (1ª Squadra Incrociatori da Battaglia), al comando di David Beatty. Iniziò un duello di artiglierie che portò alla distruzione, poco dopo le 17:00, dell'Indefatigable, e meno di mezz'ora dopo, del Queen Mary. A questo punto, gli incrociatori da battaglia tedeschi facevano rotta verso sud per attirare le navi britanniche verso il grosso della Hochseeflotte. Per le 17:30, la König, la nave da battaglia tedesca in avanguardia, avvistò sia il I. Aufklärungsgruppe sia il 1st Battlecruiser Squadron in avvicinamento. Gli incrociatori da battaglia tedeschi dirigevano a dritta della flotta tedesca mentre le navi britanniche erano sul lato di sinistra. Alle 17:45, Scheer ordinò una virata di due quarte a dritta per avvicinare le sue navi agli incrociatori britannici, e un minuto dopo, alle 17:46, fu dato l'ordine di aprire il fuoco.
La Prinzregent Luitpold ingaggiò il bersaglio più vicino che gli ufficiali di punteria potessero individuare, uno degli incrociatori da battaglia della Classe Lion, ad una distanza di 20.400 m, ma le salve caddero corte rispetto al bersaglio. Le navi dell'ammiraglio Beatty aumentarono la velocità e per le 17:51 virarono per aumentare le distanze dalle navi da battagli del III Geschwader. Alle 18:08, la Prinzregent Luitpold diresse il tiro contro la nave da battaglia HMS Malaya ad una distanza di 17.500 m, ma senza colpire la nave. Per le 18:38, la Malaya scomparve nella foschia e la Prinzregent Luitpold cessò il tiro. Poco dopo, la linea da battaglia tedesca incontrò i cacciatorpediniere britannici HMS Nestor e HMS Nomad che erano stati danneggiati precedentemente ed erano alla deriva. La Prinzregent Luitpold e le sue tre pari classe distrussero il Nomad con le loro batterie secondarie mentre le navi del I Geschwader eliminarono il Nestor. Attorno alle 19:00, la linea di battaglia tedesca si scontrò con gli incrociatori del 2nd Light Cruiser Squadron; alle 19:03 la Prinzregent Luitpold lanciò due salve dalle sue batterie principali contro un incrociatore leggero, identificato dai caratteristici quattro fumaioli come britannico, ma senza riscontri.
Poco dopo le 19:00, si sviluppò una accesa battaglia tra le navi della linea tedesca e gli incrociatori britannici. Il fulcro dell'azione era l'incrociatore tedesco SMS Wiesbaden, che era stato immobilizzato dai colpi dall'incrociatore da battaglia HMS Invincible. Il contrammiraglio Paul Behncke sulla König cercò di manovrare con il III. Geschwader per coprire l'incrociatore danneggiato. Contemporaneamente, il 3rd e 4th Light Cruiser Squadron montarono un assalto con i siluri contro la linea tedesca; mentre si avvicinavano per raggiungere la distanza di lancio dei siluri, tempestarono il Wiesbaden con le loro batterie. Le otto navi del III. Geschwader fecero fuoco contro gli incrociatori britannici, che però non interruppero l'attacco. Gli incrociatori corazzati HMS Defence, HMS Warrior e HMS Black Prince si unirono all'attacco contro il Wiesbaden. Tra le 19:14 e le 19:17, molte navi da battaglia ed incrociatori da battaglia si concentrarono sul Defence e sul Warrior. Invece di aggiungere il proprio fuoco contro i vicini incrociatori, la Prinzregent Luitpold diresse il tiro contro le prime navi della linea britannica, lanciando un totale di 21 salve. I telemetristi della nave segnalarono distanze comprese fra 16.000 e 17.200 m, ma sovrastimarono la distanza causando un tiro troppo lungo rispetto ai bersagli.
Per le 20:00, fu ordinato alla linea da battaglia tedesca un'inversione di 180° verso est per disimpegnarsi dalla flotta britannica. La manovra, condotta sotto un pesante fuoco nemico, provocò disordine nella linea tedesca. La Kaiserin si avvicinò troppo alla Prinzregent Luitpold e fu costretta a deviare a sinistra, rispetto alla linea, per evitare la collisione. La Prinzregent Luitpold rimase affiancata alla Kaiserin alla massima velocità, costringendo la Kaiserina rimanere temporaneamente fuori dalla linea. La virata invertì l'ordine della linea tedesca; la Prinzregent Luitpold era diventata l'ottava nave della linea, la prima del III Geschwader. Per le 23:30, la flotta assunse l'assetto di crociera notturna. la Kaiserin era l'undicesima nave, al centro della linea di 24 navi.
Dopo una serie di scontri notturni tra le navi da battaglia ed i cacciatorpediniere britannici, la Hochseeflotte forzò gli schieramenti delle forze leggere britanniche e raggiunse il faro di Horns Rev alle 04:00 del primo giugno. Poche ore dopo raggiunse Wilhelmshaven; le navi da battaglia del I.Geschwader rimasero in posizione difensiva sugli accessi esterni e la Prinzregent Luitpold, la Kaiserin, la Kaiser, e la Kronprinz rimasero pronte all'ingresso del porto di Wilhelmshaven. Il resto delle navi da battaglia e degli incrociatori da battaglia entrarono a Wilhelmshaven, dove, per quelle ancora in condizione di combattere, ripristinarono le scorte di munizioni e combustibile. Durante la battaglia, la Prinzregent Luitpold aveva utilizzato 169 proietti da 30.5 cm e 106 da 15 cm. Uscì dalla battaglia priva di danni e con l'equipaggio illeso.

### Operazioni successive
All'inizio dell'agosto 1916, la Prinzregent Luitpold e le unità ancora operative del III Squadron condussero un'esercitazione di squadra nel Mar Baltico. Il 18 agosto l'ammiraglio Scheer organizzò un'altra sortita come quella del 31 maggio; i due incrociatori da battaglia tedeschi, ancora operativi — SMS Moltke e SMS Von der Tann — affiancati da tre navi da battaglia, avrebbero dovuto bombardare la città costiera inglese di Sunderland nel tentativo di attirare i rimanenti incrociatori da battaglia della squadra dell'ammiraglio Beatty. La restante flotta tedesca, tra cui la Prinzregent Luitpold, avrebbe seguito a distanza in copertura. Per la durata della missione la Prinzregent Luitpold ospitò il comandante degli U-boat. Nell'avvicinamento alla costa inglese, Scheer deviò verso nord in seguito a rapporti errati da parte di uno zeppelin che indicava unità britanniche nell'area. In seguito a ciò il bombardamento non fu effettuato e alle 14:35, Scheer fu avvisato dell'avvicinarsi della Grand Fleet, e non volendo affrontare di nuovo l'intera flotta britannica appena 11 settimane dopo la battaglia dello Jutland, si ritirò verso i porti tedeschi.
Un'altra sortita in forze seguì il 18–20 ottobre, senza incontrare unità nemiche. Due settimane dopo, il 4 novembre, la Prinzregent Luitpold prese parte ad una missione verso la costa danese occidentale per assistere due sommergibili — lo SMU U-20 ed il SMU U-30 — che si erano arenati. Il primo dicembre la Hochseeflotte fu riorganizzata; le quattro navi della Classe König rimasero al III. Geschwader, insieme alla nuova nave da battaglia Bayern, mentre le cinque navi della Classe Kaiser, tra cui la Prinzregent Luitpold, furono trasferite al IV Geschwader. La Prinzregent Luitpold divenne l'ammiraglia di squadra. Nei canali di accesso al porto di Wilhelmshaven, il 20 gennaio 1917, la nave rimase impigliata con l'elica di sinistra in una gomena d'acciaio. In marzo, la Friedrich der Grosse fu sostituita come ammiraglia della Hochseeflotte dalla nuova SMS Baden. Di seguito la Friedrich der Grosse sostituì la Prinzregent Luitpold come ammiraglia di squadra del IV Geschwader. Il costante peggioramento del morale degli equipaggi a causa del cattivo vitto provocò una serie di piccole rivolte sulle navi della flotta. Il 6 giugno ed il 19 luglio i fuochisti protestarono per la cattiva qualità delle razioni, ed il 2 agosto circa 800 marinai iniziarono uno sciopero della fame. Gli ufficiali della nave cedettero alle richieste ed acconsentirono a formare una commissione, Menagekommission, per permettere ai marinai di esprimere il proprio parere sulle razioni e sulla loro preparazione. Tuttavia uno dei capi della protesta fu arrestato e condannato a morte, la condanna venne eseguita il 5 settembre.

### Operazione Albion

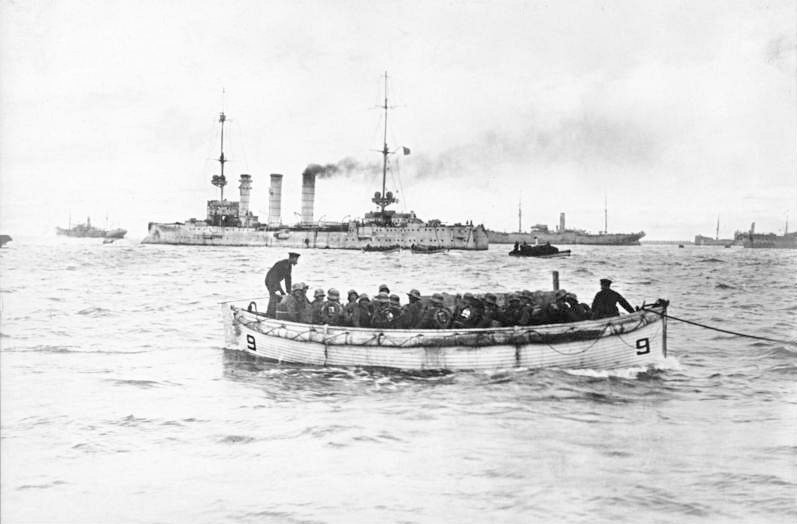
Truppe tedesche sbarcano sull'isola di Ösel

All'inizio del settembre 1917, in seguito alla presa del porto di Riga, la marina tedesca decise di eliminare le rimanenti forze russe che ancora controllavano il Golfo di Riga. L'Admiralstab (l'ammiragliato tedesco) pianificò un'operazione aeronavale di sbarco, per occupare le isole del Baltico di Ösel, e distruggere le batterie antinave poste sulla penisola di Sworbe. Il 18 settembre, lo Admiralstab (lo stato maggiore della marina) emanò l'ordine per un attacco congiunto con l'esercito per la conquista delle isole baltiche di Ösel e di Moon. Le forze navali, costituite in un'unità speciale (Sonderverband), erano condotte dall'ammiraglia, la Moltke, con il III. e IV. Geschwader della Hochseeflotte. Insieme ad esse completavano la flotta nove incrociatori leggeri, tre flottiglie di torpediniere, decine di posamine e dragamine, l'intera task force comprendeva circa 300 navi ed era supportata da 100 aerei e sei dirigibili. Contro le forze tedesche i russi opponevano le vecchie pre-dreadnought Slava e Tsesarevitch, l'incrociatore corazzato Bayan, l'Admiral Makarov, ed il Diana, 26 cacciatorpediniere, e molte torpediniere e cannoniere. La guarnigione sull'isola di Ösel aveva una forza di circa 14.000 uomini.
L'operazione iniziò il 12 ottobre, quando la Moltke e le navi del III. Geschwader iniziarono a bombardare le postazioni russe nella baia di Tagga (Tagalaht) mentre la Prinzregent Luitpold ed il resto del IV. Geschwader colpivano le batterie sul promontorio di Sworbe dell'isola di Ösel. La Prinzregent Luitpold, insieme alla Kaiser ed alla Kaiserin, avevano il compito di neutralizzare le batterie di Hundsort che avevano messo sotto tiro la Moltke. Le navi aprirono il fuoco alle 05:44, e per le 07:45, le batterie russe avevano cessato il fuoco e le truppe tedesche avevano iniziato a sbarcare. Due giorni dopo, il viceammiraglio Wilhelm Souchon lasciò la baia di Tagga con la Prinzregent Luitpold, la Friedrich der Grosse, e la Kaiserin per appoggiare le truppe tedesche sulla penisola di Sworbe. Per il 20 ottobre , i combattimenti sulle isole si stavano spegnendo; Moon, Ösel, e Dagö erano sotto controllo dei tedeschi. Il giorno precedente l'Admiralstab aveva ordinato la cessazione delle operazioni navali ed il ritorno delle navi alla Hochseeflotte. Il 24th, la Prinzregent Luitpold fu distaccata dalla task force e tornò a Kiel.
direz991
Dopo l'arrivo a Kiel, la Prinzregent Luitpold fu portata in bacino di carenaggio per la manutenzione periodica, da cui uscì il 21 dicembre, per proseguire verso Wilhelmshaven, dove riprese l'attività di sorveglianza delle acque del Golfo. Il 17 marzo 1918, si diresse nel Mar Baltico per condurre delle esercitazioni, il giorno successivo l'incrociatore da battaglia SMS Derfflinger la speronò di fronte a Kiel, senza causarle danni rilevanti. La nave prese parte alla sortita, senza esiti, verso la Norvegia del 23–25 aprile 1918, per poi riprendere i compiti di sorveglianza del Golfo di Germania.

### Destino finale

Mappa dei relitti delle navi affondate a Scapa Flow, la Prinzregent Luitpold è contrassegnata con il numero 17; click per ingrandire la mappa.

La Prinzregent Luitpold e le sue quattro pari classe, avrebbero dovuto partecipare all'ultima azione della Hochseeflotte alla fine dell'ottobre 1918, giorni prima della sigla dell'armistizio. Dalla base di Wilhelmshaven, la flotta tedesca, si sarebbe diretta in forze contro le coste inglesi per affrontare la Grand Fleet; Scheer — ora il Großadmiral della flotta — si proponeva di infliggere il massimo dei danni alla flotta britannica, per ottenere migliori condizioni di resa, sacrificando la flotta tedesca. Tuttavia molti dei marinai ritenevano che l'operazione avrebbe impedito le trattative per la pace e prolungato la guerra. La mattina del 29 ottobre 1918, fu dato l'ordine, per il giorno dopo, di salpare da Wilhelmshaven. Dalla notte del 29 ottobre, i marinai sulla SMS Thüringen e su molte altre navi da battaglia, si ammutinarono. La rivolta costrinse Hipper e Scheer a cancellare l'operazione. Informato della situazione il Kaiser affermò: Non ho più una marina.

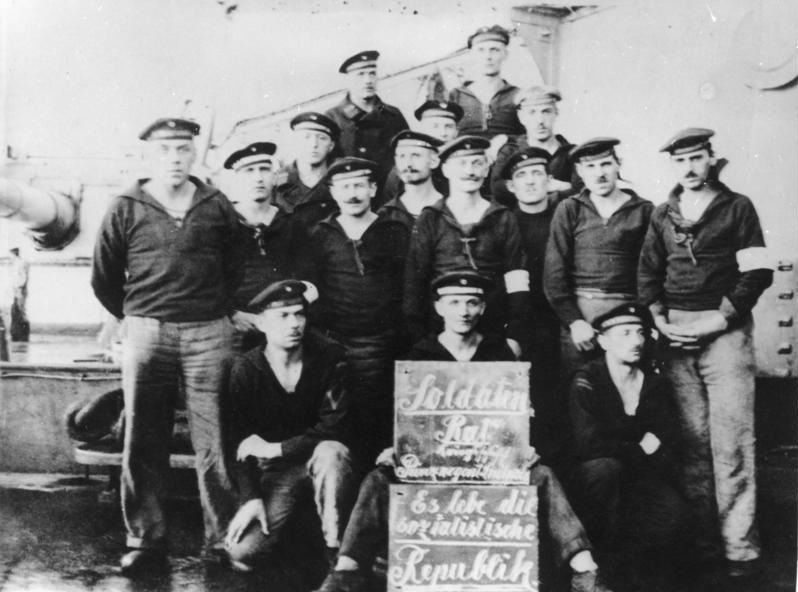
Marinai della Prinzregent Luitpold facenti parte del Soldatenrat (consiglio dei soldati).

In seguito alla resa della Germania nel novembre 1918, la maggior parte della Hochseeflotte, sotto il comando del contrammiraglio Ludwig von Reuter, fu condotta presso la base navale britannica di Scapa Flow. Prima della partenza della flotta tedesca, l'ammiraglio Adolf von Trotha esplicitò a von Reuter, che, in ogni caso, le navi non potevano essere consegnate agli Alleati. La flotta tedesca si incontrò con l'incrociatore leggero britannico HMS Cardiff, che la portò verso la grande scorta di navi alleate che doveva condurla fino a Scapa Flow. La flotta alleata era composta da circa 370 navi britanniche, statunitensi e francesi. Una volta confinate a Scapa Flow, alle navi furono rimossi gli otturatori dei cannoni per renderli inservibili ed i loro equipaggi furono ridotti a 200 tra ufficiali e marinai.
La flotta rimase prigioniera durante i negoziati che condussero alla firma del trattato di Versailles. Von Reuter riteneva che la Royal Navy si sarebbe impossessata delle navi il 21 giugno, che era la scadenza imposta alla Germania per la firma del trattato. Non essendo a conoscenza della proroga dell'ultimatum fissata al 23, Reuter decise di dare l'ordine di affondare le navi. La mattina del 21 giugno, la flotta britannica lasciò Scapa Flow per condurre delle esercitazioni in mare, e alle 11:20 Reuter trasmise l'ordine alle sue navi. La Prinzregent Luitpold affondò alle 13:30; fu recuperata il 9 luglio 1931 e demolita nel 1933 presso Rosyth.

### Riferimenti
1. 1 2 3 4  Gröner, p. 26.
2. ↑  Staff, Battleships, p. 4.
3. ↑  Staff, Battleships, p. 6.
4. ↑  Gardiner & Gray, p. 147.
5. ↑  Hildebrand Röhr & Steinmetz, p. 54.
6. ↑  Staff, Battleships, 21–22.
7. 1 2  Staff, Battleships, pp. 14, 22.
8. ↑  Heyman, p. xix.
9. 1 2 3 4 5  Staff, Battleships, pp. 19, 22.
10. ↑  Herwig, pp. 149-150.
11. ↑  Tarrant, pp. 31-33.
12. 1 2 3 4 5 6 7  Staff, Battleships, p. 22.
13. ↑  Tarrant, pp. 43-44.
14. ↑  Herwig, p. 161.
15. ↑  Tarrant, p. 50.
16. ↑  Staff, Battleships, pp. 32, 35.
17. ↑  Tarrant, p. 286.
18. ↑  Tarrant, pp. 94-95.
19. ↑  Tarrant, pp. 100-101.
20. ↑  Tarrant, p. 110.
21. ↑  Campbell, p. 54.
22. ↑  Campbell, p. 99.
23. ↑  Campbell, p. 104.
24. ↑  Tarrant, p. 114.
25. ↑  Campbell, p. 101.
26. ↑  Campbell, p. 111.
27. ↑  Tarrant, p. 137.
28. ↑  Tarrant, p. 138.
29. ↑  Tarrant, p. 139.
30. ↑  Campbell, p. 152.
31. ↑  Tarrant, p. 169.
32. ↑  Campbell, pp. 200-201.
33. ↑  Tarrant, p. 172.
34. ↑  Campbell, p. 201.
35. ↑  Campbell, p. 275.
36. ↑  Tarrant, pp. 246-247.
37. ↑  Campbell, p. 320.
38. ↑  Tarrant, p. 263.
39. ↑  Tarrant, p. 292.
40. ↑  Massie, p. 682.
41. ↑  Staff, Battleships, p. 15.
42. ↑  Massie, p. 683.
43. ↑  Halpern, p. 214.
44. ↑  Staff, Battleships, pp. 15, 22.
45. ↑  Herwig, p. 232.
46. ↑  Halpern, p. 213.
47. 1 2  Halpern, p. 215.
48. ↑  Staff, Battle for the Baltic Islands, pp. 20-21.
49. ↑  Staff, Battle for the Baltic Islands, p. 67.
50. ↑  Halpern, p. 219.
51. 1 2  Staff, Battleships, p. 23.
52. ↑  Tarrant, pp. 280-281.
53. ↑  Tarrant, pp. 281-282.
54. 1 2  Tarrant, p. 282.
55. ↑  Herwig, p. 252.
56. 1 2  Herwig, p. 256.
57. ↑  Herwig, pp. 254-255.
58. ↑  Herwig, p. 255.